# Защищённая полиграфия
Защищённая полиграфия — изготовление полиграфическим способом изделий, защищённых от подделки, таких как банкнот, ценных бумаг (см. Изготовление ценных бумаг), акцизные марки, документов строгой отчётности и т. п.. Защита от подделок обеспечивается за счёт использования особых материалов, технологий, оборудования при изготовлении, а также внедрению специальных защитных признаков.
В Российской федерации защищённая полиграфическая продукция делится на классы «А», «Б», «В», «Г» в порядке убывания степени защищённости.
Также государством могут устанавливаться дополнительные меры по законодательному регулированию изготовления защищённой полиграфии, а также оборот оборудования для изготовления защищённой полиграфии. Так, например в РФ запрещён ввоз оборудования для металлографской печати без наличия специальной лицензии.

## Защитные признаки

### Изготовляемые вместе с бумагой

#### Состав бумаги
Для изготовления защищённой полиграфической продукции используется высококачественная бумага без оптического отбеливателя (то есть без флуоресценции в УФ лучах). Композиционный состав бумаги для банкнот может отличаться (часто используется большая доля хлопковых волокон), банкнотная бумага обладает высокой прочностью, износостойкостью, может иметь также дополнительные армирующие волокна.. В ряде стран для изготовления банкнот вместо бумаги используется полимерная основа.
Способ отливки бумаги также является защитным признаком, след от сетки бумагоделательной машины один из защитных признаков.

#### Водяной знак
Водяной знак — рисунок внедряемый в процессе производства бумаги на бумагоделательной машине, выражается в локальном изменении плотности бумаги, что даёт отличимый на просвет рисунок. В зависимости от способа формирования водяного знака различают:
- - Однотоновый (темный или светлый)
  - Двухтоновый
  - Многотоновый (портретный)

#### Защитные включения
Включения — внедряемые в бумажную массу при производстве объекты. После производства составляют единое целое с бумагой, хорошо отличимы как невооружённым взглядом, так и с использованием увеличительных стёкол. Ниже приведены некоторые варианты включений:
- - Защитная нить — чаще всего полимерная нить, внедряемая в бумажную массу при отливке. Может содержать в себе голограммы, оптически переменные рисунки, металлизацию и т. д. Может выполняться «ныряющей», выходя на поверхность бумаги и снова исчезающей в её толще, при этом непрерывной на просвет. Использование полимерной нити позволяет внедрять в неё защитные признаки, невозможные для исполнения на бумаге.
  - Защитные волокна — длинные кусочки волокон отличного от бумаги цвета, часто окрашены флуоресцентными пигментами и светятся в УФ лучах. При помощи острого предмета могут быть отделены от бумажной основы, что невозможно проделать с напечатанной имитацией.
  - Конфетти
  - Другие физические объекты

#### Химическая защита
Химическая защита — при производстве бумаги в бумажную массу могут вводиться специальные химические вещества, которые могут менять цвет или свойства при воздействии растворителей. Также бумага может импрегнироваться микрокапсулами с люминофором высвобождаемым при механическом воздействии. Такая защита используется для документов, подделка которых связана с подчисткой — при попытке изменить напечатанное при помощи растворителей или механически — следы воздействия на бумагу будут видны.

### Полиграфическая защита
Для обеспечения защиты от подделки при изготовлении защищённой полиграфии используются технологические приёмы не применяемые в обычной полиграфии, затрудняющие создание имитации на широко доступном оборудовании. Также при печати могут добавляться защитные признаки основанные на химическом составе чернил. Ниже приведены наиболее типовые способы полиграфических защит.

#### Защиты основанные на способе печати
Глубокая печать — разновидность печати, когда печатная форма переносит краску в элементах углублений формы (противоположность — высокая печать когда краску переносят выступающие элементы формы). Разновидность глубокой печати чаще всего используемой для производства защищённой полиграфии — металлография. Глубокая печать обеспечивает чёткий рисунок с довольно толстым слоем краски, и хорошо отличима как визуально, так и на ощупь. Производителей машин для металлографической печати в мире очень мало, и их оборот регулируется государством.
Ирисовая печать — также «ирисовый раскат» — технологический приём, когда на печатную форму наносится несколько красок, обеспечивая плавный переход цвета линий, без разрыва. Часто применяется при печати гильошей. Плавный переход цвета линий трудно воспроизвести на обычном цветном полиграфическом оборудовании из-за цветоделения, при осмотре линий под увеличительным стеклом у подделки будут заметны артефакты линий, внесённые цветоделением.
Орловская печать — технологический приём нанесения нескольких красок на печатную форму, формирующий резкий переход цвета линий, сохраняя при этом её непрерывность, во многом аналогичен ирисовой печати. Изобретен и внедрен Иваном Ивановичем Орловым (1861—1928). При попытке имитации орловской печати на обычном полиграфическом оборудовании из-за цветоделения будут заметны артефакты линий при переходе цвета — в орловской печати линии непрерывны при смене цвета.
Высокая печать — технология печати, при которой краска переносится выступающими элементами формы. При этом на отпечатке заметен характерный буртик из краски по краю элемента и небольшая деформация бумаги от давления печатной формы. Часто высокая печать используется для печати серийных номеров на защищённой полиграфической продукции.
Сухой офсет
Типоофсет — разновидность высокой печати с использованием промежуточного цилиндра. Обеспечивает более высокую чёткость печати чем при обычной офсетной печати, сохраняет характерную неравномерность распределения краски как при высокой печати но при этом не оставляет характерного рельефного следа на бумаге как при высокой печати.
Бескрасочное тиснение — рельеф создаваемый на бумаге тиснением чётко совмещённый с рисунком. Выглядит как рельефные штрихи рисунка которые затем переходят в красочный рисунок.

#### Защитные графические элементы
Гильош — Графический элемент состоящий из множества переплетающихся элементов с шагом 1-2 мм. Гильош получают при помощи специальных устройств (Гильоширных машин). Примером очень простого гильоша является рисунок полученный с помощью спирографа. Гильош используется как декоративный элемент, так и как защитный, так как до появления вычислительной техники было трудно точно воспроизвести рисунок гильоша, не зная точной механической связи элементов машины используемой для получения рисунка.
Защитная сетка (также Фоновая сетка)- непрерывная сетка покрывающая площадь бумаги, состоящая из переплетающихся линий с шагом около 1 мм. Часто выполняется с использованием ирисовой печати. Защищает документ от подчистки, а также затрудняет его подделку — при растеризации и цветоделении в защитной сетке появляются заметные артефакты.
Микротекст — текст высотой букв до 200 мкм (0,2 мм), обычно набранный без пробелов, визуально выглядящий как непрерывная линия.
Созвездие Евриона и Кольца Омрона — повторяющийся рисунок из колец диаметром около 1 мм предназначенные для борьбы с непрофессиональным фальшивомонетничеством. Производители принтеров, копиров, программного обеспечения внедряют обнаружение этих графических элементов и блокируют печать при их обнаружении.
- Скрытое изображение

Скрытый муаровый узор (Moire Variable Color) — рисунок из цветных полос совмещённый с тиснением, создающий радужный узор при наблюдении под углом.
Совмещающиеся изображения — изображения частично напечатанные на одной стороне, частично на другой стороне листа. При наблюдении на просвет должны идеально совмещаться, так как печатаются на полиграфических машинах с жесткой синхронизацией валов наносящих изображения одновременно с двух сторон. При попытке имитации признака появляются заметные глазу огрехи в совмещении изображения.
Микроперфорация — рисунок из отверстий в бумаге проделанных лазером. При попытке имитации такого рисунка обычным проколом неминуемо появится рельеф на бумаге.
Голографические элементы - нанесённая на бумагу тиснением фольга с голографическим рисунком, создающая иллюзию объёмного трёхмерного изображения. Голографический элемент переливается различными цветами при наблюдении под разными углами. Часто голографические элементы могут быть составной частью защитной нити.

### Физико-химическая защита
Основана на введении компонентов в состав красок, обеспечивающих особые свойства, и при этом сложных для воспроизведения или имитации.
Метамерные краски — это такие краски, которые при одних условиях (дневном свете) выглядят одинаково, но под другим светом (например ИК) обладают разными цветами. Рисунок на банкнотах часто печатается метамерными красками, полностью видимый в видимом свете рисунок на банкноте частично исчезает при наблюдении в ближнем инфракрасном диапазоне при наблюдении через детектор валют — видимыми остаются лишь части изображения.
Магнитные краски — содержат в своём составе ферромагнитные частицы, придающие рисунку магнитные свойства, которые могут быть считаны специальными устройствами, или визуально наблюдаемы при помощи специальных устройств, например магнитооптических кристаллов.
Флуоресцентные краски — светятся при облучении светом определённой длины волны. Могут применяться как обычные люминофоры, так и специальные антистоксовские люминофоры (спецэлемент «И») излучение флуоресценции которых короче длины волны возбуждающего излучения.
Цветопеременные краски (Optically Variable Image — OVI краски) — краски, из-за явления интерференции в тонких плёнках меняющие цвет при различных углах обзора.

### Россия
Согласно письму Минфина,
Защищённая полиграфическая продукция (ЗПП) — полиграфическая продукция, в том числе бланки ценных бумаг, необходимость защиты которой предусмотрена нормативными правовыми актами Президента Российской Федерации, всех органов государственной власти Российской Федерации и решениями юридических лиц, изготовленная с применением полиграфических, голографических, информационных, микропроцессорных и иных способов защиты полиграфической продукции, предотвращающих полную или частичную подделку этой продукции.